# Nowotwory wątroby
Nowotwory wątroby – nowotwory  rozwijające się w obrębie wątroby. Mają charakter łagodny lub złośliwy.

## Nowotwory łagodne
- naczyniak wątroby
- gruczolak wątrobowokomórkowy
- ogniskowy rozrost guzkowy wątroby
- gruczolak z nabłonka dróg żółciowych
- gruczolakotorbielak z dróg żółciowych
- brodawczak dróg żółciowych

## Nowotwory złośliwe
- rak wątrobowokomórkowy
- rak dróg żółciowych
- torbielakogruczolakorak (cystadenocarcinoma)
- rak złożony wątrobowo-żółciowy
- wątrobiak zarodkowy (hepatoblastoma)
- naczyniakomięsak wątroby
- nowotwory przerzutowe wątroby (wtórne nowotwory wątroby)